# 从江站
从江站是贵广客运专线上的的一座火车站，位于中华人民共和国贵州省黔东南苗族侗族自治州从江县洛香镇，距离从江县城43公里，距离黎平县城37公里，已于2014年12月26日投入运营。

## 车站结构
车站占地24万余平方米，站房3000平方米，站房综合楼为具有侗族特色的两层建筑，车站共设2站台6线。
车站前设有南、北两个广场，总用地面积47540平方米，其中北广场为民族文化风情广场，用地面积37458平方米；南广场为市民休闲广场，用地面积10082平方米。

## 交通情况
- 公交车：新兴专线公交（新安——从江东高速路口——四联村——从江高铁站——归玛——肇兴古镇），每人3元，10分钟发车一次；
- 客运班车：
  - 黎平——洛香，每天6:30-19:30，每隔1个小时1班，每人22元；
  - 从江——洛香，每天6:30-20:30，每隔1个小时1班，每人24元；
  - 三江——洛香，每天2班
  - 凯里——洛香，每天2班
  - 黎平——凯里，每天6班，路过洛香
  - 黎平——贵阳，每天4班，路过洛香
  - 黎平——都匀，每天2班，路过洛香
  - 黎平——重庆，每天1班，路过洛香
  - 黎平——柳州，每天1班，路过洛香
  - 黎平——三江，每天2班，路过洛香
  - 黎平——水口，每天10班，路过洛香
  - 黎平——龙额，每天8班，路过洛香
  - 黎平——地坪，每天6班，路过洛香
  - 黎平——雷洞，每天4班，路过洛香
  - 从江——贵阳，每天4班，路过洛香
  - 从江——凯里，每天6班，路过洛香
  - 从江——肇兴，每天2班，路过洛香

## 附近景区
- 肇兴古镇，距离从江站3公里，中国六大最美乡村之一，国家级4A景区
- 地坪风云桥：国家级非物质文化遗产名录
- 翘街古城：中国历史文化名街
- 小黄：中国侗族大歌发源地
- 占里：“中国人口文化第一村”
- 岜沙苗寨：中国现存唯一仅有的枪手部落
- 增冲鼓楼：国家级非物质文化遗产名录
- 加榜梯田：中国最美的梯田之一，纪录片《舌尖上的中国》在第7集《我们的田野》就有8分钟